# Michael Roe
 (mai 2025).
Si vous disposez d'ouvrages ou d'articles de référence ou si vous connaissez des sites web de qualité traitant du thème abordé ici, merci de compléter l'article en donnant les références utiles à sa vérifiabilité et en les liant à la section « Notes et références ».
Pour les articles homonymes, voir Roe.
Michael Roe est un pilote automobile irlandais, né le 8 août 1955, à Naas.

## Biographie
Michael Roe débute par la Formule Ford et remporte le Formule Ford Festival en 1978. L'année suivante, il dispute le championnat de Grande-Bretagne de Formule 3, signe deux podiums et finit à la 9e place finale.
En 1983, il s'exile aux États-Unis et termine 8e du championnat CanAm avec trois podiums et une pole position. Il domine l'édition suivante en signant sept succès, dix pole positions et dix meilleurs tours en dix manches.
En 1985, il s'essaie en CART et dispute quatre manches pour le Hemelgarn Racing, sans succès, son meilleur résultat étant une 7e à Portland. En 1986, il dispute le championnat japonais de sport-prototypes qu'il finit à la 11e position.
En 1989, il dispute quelques courses en championnat du monde et en IMSA et finit 11e des 24 heures du Mans. L'année suivante, toujours au Mans, il termine 17e de l'épreuve.